# 小平市立小平第四小学校
小平市立小平第四小学校（こだいらしりつこだいらだいよんしょうがっこう）は、東京都小平市にある公立小学校である。
総合的な学習の時間は正式な通達がある前からモデル校として行われていた。また、通学区域内には玉川上水が流れている。2016年（平成28年）に創立60周年を迎えた。通称四小。

## 沿革
- 1954年（昭和29年）[1]
  - 9月1日 - 小平町立小平第一小学校の分校として開校
  - 11月4日 - 開校[要出典]
- 1956年（昭和31年）
  - 4月1日 - 小平町立小平第四小学校として創立。
  - 9月3日 - 校旗制定。
- 1960年（昭和35年）2月27日 - 校歌制定（作詞：石森延男　作曲：諸井三郎）
- 1962年（昭和37年）10月21日 - 市制施行に伴い、校名が小平市立小平第四小学校になる。
- 1964年（昭和39年）4月1日 - 上水本町に分校設置。
- 1965年（昭和40年）4月1日 - 分校が小平市立小平第十小学校として独立。
- 1969年（昭和44年）
  - 4月1日 - 当校内に分校を設置。
  - 5月16日 - 分校が小平市立小平第十五小学校として独立。

## 通学区域
- 上水本町1丁目（1～30）・2丁目、津田町1丁目（20～24）・2丁目（ 1・21〈16、17〉・25～30）・3丁目（1～21・40）、学園西町1丁目・2丁目（1～13）[2]

## 進学先中学校
- 小平市立小平第四中学校[2]

## 交通
- 最寄り駅
  - 西武国分寺線 鷹の台駅、西武多摩湖線 一橋学園駅、JR武蔵野線 新小平駅
- バス
  - にじバス（小平市コミュニティバス）津田公民館図書館バス停